# Football Club Winterthour
Maillots
Actualités
Le FC Winterthour est un club de football de la ville de Winterthour en Suisse.
Il évolue en Super League depuis 2022.

## Histoire
- 1896 : (18 avril) fondation sous le nom de Excelsior FC Winterthur
- 1896 : (1er juillet) le club est renommé en FC Winterthur
- 1915 : fusion avec le FC Veltheim en FC Winterthur-Veltheim
- 1920 : refondation en FC Winterthur
- 1927 : absorption du FC Winterthur-Veltheim

## Palmarès
- Super League (3) :
  - Champion : 1906, 1908, 1917

- Challenge League (7) :
  - Champion : 1956, 1959, 1966, 1968, 1982, 1984, 2022

- Coupe de Suisse
  - Finaliste : 1968, 1975

- Coupe de la Ligue
  - Finaliste : 1972, 1973

## Parcours
- 1950 - 1956 : LNB
- 1956 - 1958 : LNA
- 1958 - 1959 : LNB
- 1959 - 1961 : LNA
- 1961 - 1966 : LNB
- 1966 - 1967 : LNA
- 1967 - 1968 : LNB
- 1968 - 1977 : LNA
- 1977 - 1982 : LNB
- 1982 - 1983 : LNA
- 1983 - 1984 : LNB
- 1984 - 1985 : LNA
- 1985 – 2022 : LNB/Challenge League
- 2022 - présent : Super League

## Anciens joueurs
| - Charles Amoah - Martin Andermatt - Yao Aziawonou - Robert Ballaman - Dieter Eckstein - Karl Elsener - Innocent Emeghara - Fabian Frei - Alain Gaspoz - Gábor Gerstenmájer - José Gonçalves - Daniel Gygax - Marwin Hitz - Charly In-Albon - Timo Konietzka - Fritz Künzli | - Stefan Lehmann - Joachim Löw - Boban Maksimović - Admir Mehmedi - Yassin Mikari - Bora Milutinović - Pascal Renfer - Vīts Rimkus - Peter Risi - Antônio dos Santos - Michael Stocklasa - Roger Wehrli - Dario Zuffi - Luca Zuffi - Ermir Lenjani |